# Isopterygium subarachnoideum
Isopterygium subarachnoideum är en bladmossart som beskrevs av Brotherus 1900. Isopterygium subarachnoideum ingår i släktet Isopterygium och familjen Hypnaceae. Inga underarter finns listade i Catalogue of Life.